# Hayley Raso
Hayley Emma Raso, née le 5 septembre 1994 à Brisbane, est une joueuse internationale australienne de football évoluant au poste d'attaquante à Tottenham Hotspur FC.